# Juan Luis Sukunza Suárez
Juan Luis Sukunza Suárez (Pasaia, 3 de maig de 1967) és un exfutbolista basc, que ocupava la posició de migcampista.

## Trajectòria
Comença a destacar a les files del Sestao Sport, amb qui juga a Segona Divisió entre 1989 i 1992, sent titular. Fitxa per la UD Salamanca, amb qui assoleix els ascensos a la categoria d'argent, primer, i a la màxima categoria, a l'estiu de 1995.
A la temporada 95-96, amb els castellans a primera divisió, el basc hi disputa 21 partits. Posteriorment milita a l'Elx CF i al CE Castelló.